# Aminoácido esencial

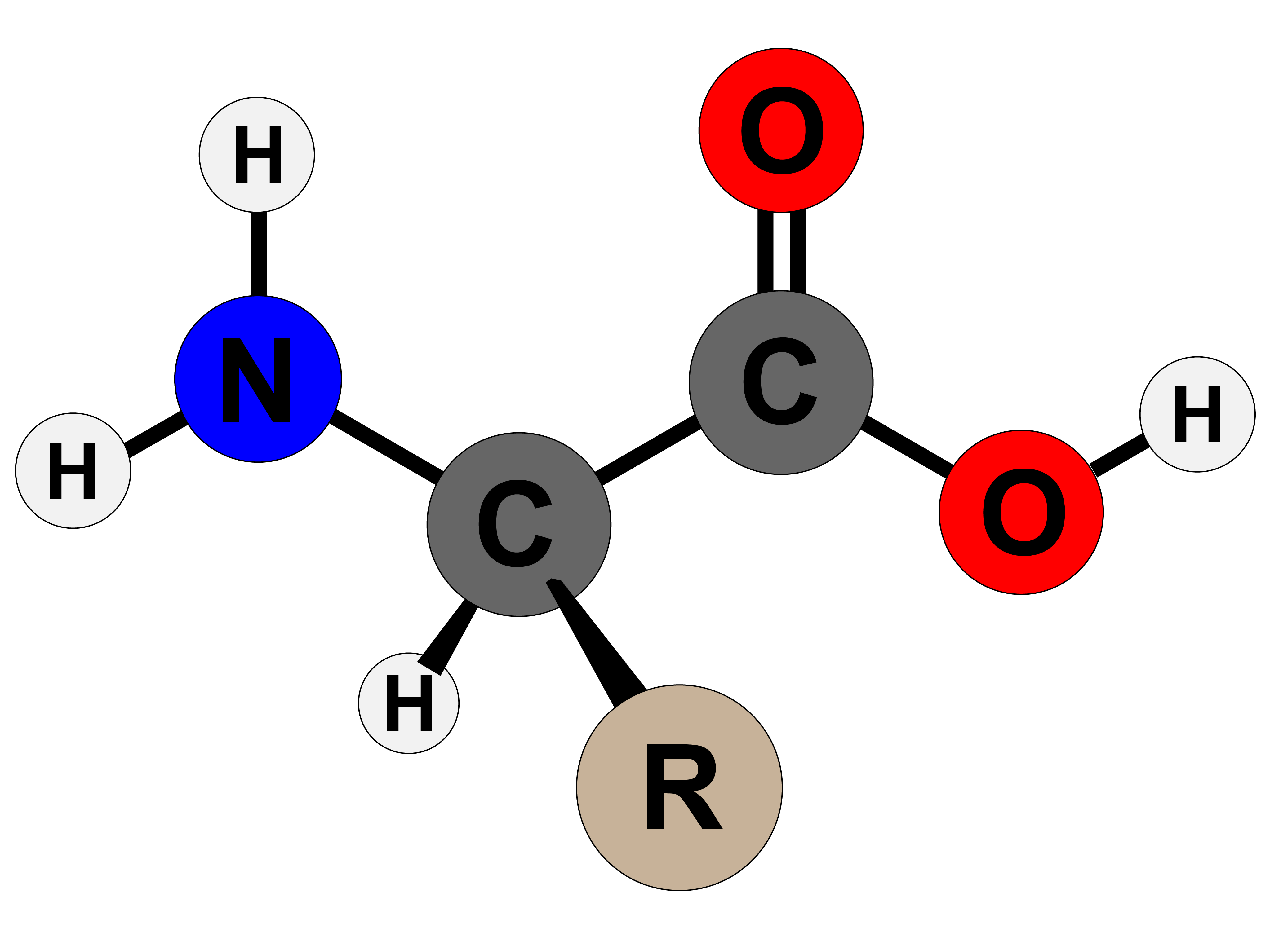
Estructura de Aminoácido esencial.

Los aminoácidos esenciales son aquellos que el propio organismo no puede sintetizar por sí mismo. Esto implica que la única fuente de estos aminoácidos en esos organismos es la ingesta directa a través de la dieta. Las rutas para la obtención de los aminoácidos esenciales suelen ser largas y energéticamente costosas.
Cuando un alimento contiene proteínas con todos los aminoácidos esenciales, se dice que son de alta o de buena calidad, aunque en realidad la calidad de cada uno de los aminoácidos contenidos no cambia. Incluso se pueden combinar (sin tener que hacerlo al mismo tiempo) las proteínas de legumbres con proteínas de cereales para conseguir todos los aminoácidos esenciales en nuestra nutrición diaria, sin que la calidad real de esta nutrición disminuya. Algunos de los alimentos con todos los aminoácidos esenciales son: la carne, los huevos, los lácteos, la soja y sus derivados, la quinoa y la espirulina.
Combinaciones de alimentos que suman los aminoácidos esenciales son: garbanzos y avena, trigo y habichuelas, maíz y lentejas, arroz y maníes (cacahuetes), etc. En definitiva, legumbres y cereales ingeridos diariamente, pero sin necesidad de que sea en la misma comida.
No todos los aminoácidos son esenciales para todos los organismos (de hecho solo nueve lo son). Por ejemplo, en el caso del ser humano, la alanina (no esencial) puede sintetizarse a partir del piruvato. 
La histidina puede ser esencial en los niños más pequeños, ya que sus requerimientos son mayores que su capacidad para sintetizar este aminoácido.

## Aminoácidos esenciales y no esenciales
En el humano los aminoácidos No esenciales son Alanina, Aspartato, Glutamato, Serina, Asparagina, Selenocisteína, Pirrolisina. Estos aminoácidos son sintetizados por el cuerpo humano. 
| Esenciales         | Condicionalmente esencial | No esenciales        |
| ------------------ | ------------------------- | -------------------- |
| Isoleucina (Ile)   | Arginina (Arg)            | Alanina (Ala)        |
| Leucina (Leu)      | Tirosina (Tyr)            | Aspartato (Asp)      |
| Lisina (Lys)       | Cisteína (Cys)            | Glutamato (Glu)      |
| Metionina (Met)    | Glutamina (Gln)           | Serina (Ser)         |
| Fenilalanina (Phe) | Glicina (Gly)             | Asparagina (Asn)     |
| Treonina (Thr)     | Prolina (Pro)             | Selenocisteína (Sec) |
| Triptófano (Trp)   |                           | Pirrolisina (Pyl)    |
| Valina (Val)       |                           |                      |
| Histidina (His)    |                           |                      |

Los aminoácidos que contienen azufre, metionina y cisteína pueden convertirse el uno en el otro, por lo que por conveniencia se consideran una única fuente. Del mismo modo, la arginina, la ornitina y la citrulina son interconvertibles, y también se consideran una única fuente de aminoácidos nutricionalmente equivalentes.
En mamíferos no humanos, la lista de los aminoácidos esenciales puede ser considerablemente distinta. Por ejemplo, a los gatos les hace falta la enzima necesaria para sintetizar la taurina, que es un ácido derivado de la cisteína. Por consiguiente, la taurina sí es esencial para los gatos.
Un detalle interesante es que casi ningún animal (incluido el ser humano) puede sintetizar lisina.

## Deficiencia de aminoácidos esenciales
La lista de los aminoácidos que resultan esenciales en la dieta humana se determinó a partir de una serie de experimentos dirigidos por William Cumming Rose, realizadas con dietas elementales para estudiantes ya titulados y con buen estado de salud. Estas dietas incluyeron almidón de maíz, sacarosa, mantequilla sin proteína, aceite de maíz, sales inorgánicas, las vitaminas conocidas, un "caramelo" hecho con extracto de hígado saborizado con aceite de menta (para suplir una deficiencia de cualquier vitamina desconocida) y mezclas de aminoácidos individuales altamente purificados. El doctor Rose observó nerviosismo, fatiga y mareo en mayor o menor grado cuando los sujetos eran privados de un aminoácido esencial.[cita requerida]
La deficiencia de aminoácidos esenciales debe ser distinguida de la malnutrición por deficiencia de proteínas, la cual puede manifestarse como marasmo o como kwashiorkor. El kwashiorkor alguna vez se atribuyó a una deficiencia de proteínas en individuos que consumen suficientes proteínas. Sin embargo, existen hallazgos que revelan que no existen diferencias en las dietas de niños que desarrollan marasmo, en comparación con los que sí lo desarrollan.[cita requerida]